# (532037) 2013 FY27
(532037) 2013 FY27とは、エリスなどと同様の散乱円盤天体に属する太陽系外縁天体の二重小惑星である。この発見は2014年3月31日に発表された。絶対等級（H）は3.2である。2013 FY27は直径740キロメートル (460 mi)で、直径190キロメートル (120 mi)の衛星が存在している。これは、9番目に本質的に明るい既知の太陽系外縁天体であり、太陽系で最大の名前のない天体の可能性がある。

## 軌道

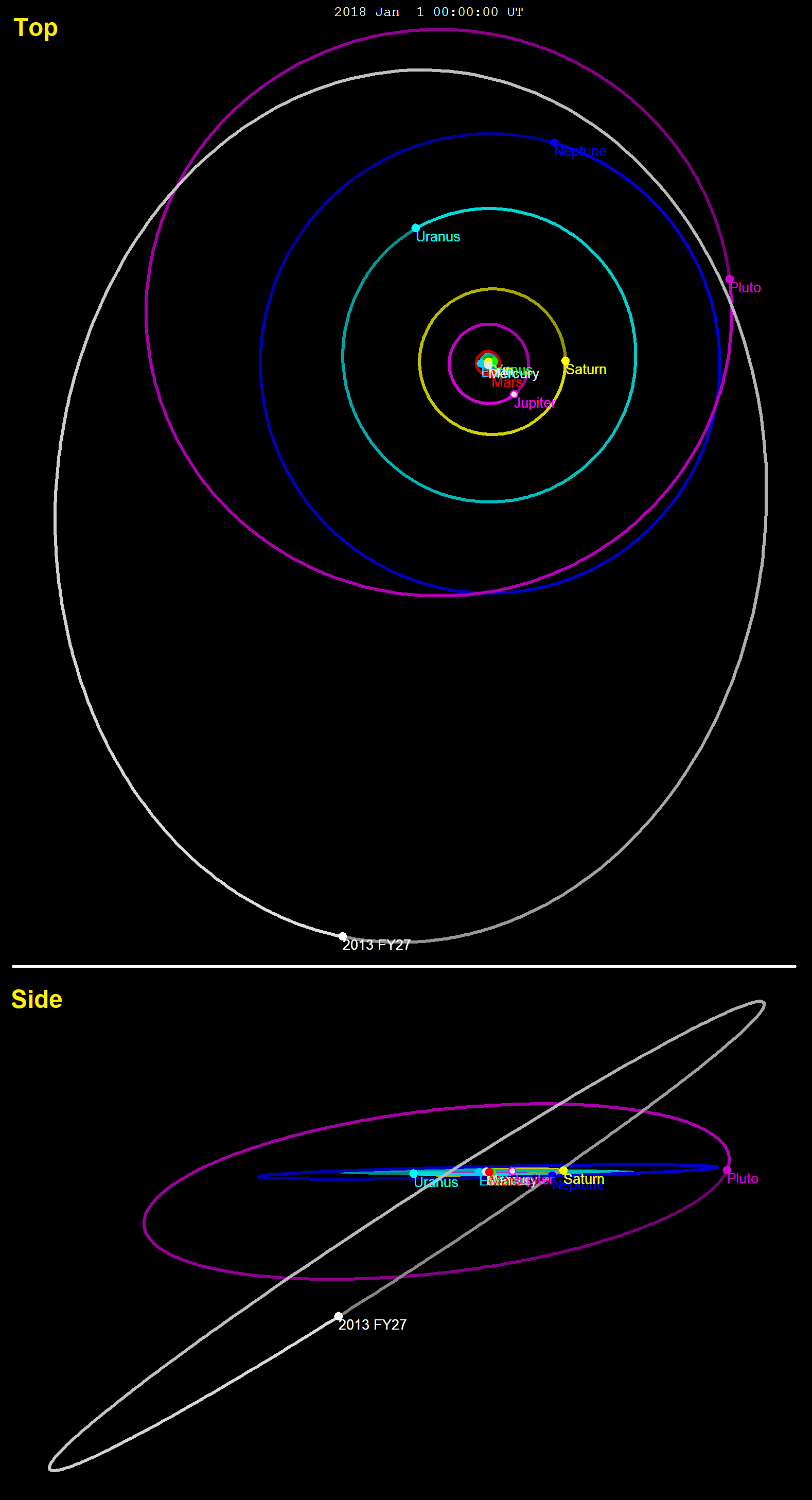
の軌道

2013 FY27の公転周期は約449年である。2202年11月頃に近日点に到達し、約35.6天文単位の距離になる。現在、太陽から80天文単位の遠日点に近く、その結果、視等級は22となっている。軌道は33 度の軌道傾斜角を持っている。セドノイドである2012 VP113と散乱円盤天体である2013 FZ27は、2013 FY27と同じ観測で発見された。これらは約1週間以内に発表された。

## 特性
2013 FY27は、直径が740キロメートル (460 mi)で、中型と大型のTNOの間に位置している。アタカマ大型ミリ波サブミリ波干渉計とマゼラン望遠鏡による観測で、アルベドは0.17であり、赤い色をしていることが判明した。2013 FY27は、最大の赤いTNOの1つである。800キロメートル (500 mi)を超えるそのような赤いTNOが少ないことにつながる物理的プロセスはまだよく理解されていない。
2013 FY27の明るさの変化は、数時間から数日で0.06 mag未満であり、これは自転周期が非常に長いか、ほぼ回転楕円体であるか、回転軸が地球へ向いていることを示している。
ブラウンは、衛星が発見される前に、2013 FY27は、そのサイズが大きいため、準惑星である可能性が非常に高いと推定していた。ただし、Grundy et alでは、2013 FY27は直径が1000 km未満、アルベドが約0.2未満、密度が約1.2 g/cm3であると計算している。物理的構造はある程度多孔質である可能性がある。

## 衛星

2018年1月から7月にハッブル宇宙望遠鏡で撮影されたとその衛星のアニメーション

2018年1月に行われたハッブル宇宙望遠鏡の観測により、スコット・S・シェパードは2013 FY27から0.17秒角離れた衛星を発見した。衛星は2013 FY27より3.0±0.2 mag暗い。発見は2018年8月10日に公表された。2013 FY27と衛星のアルベドが等しいと仮定すると、サイズはそれぞれ2013 FY27が約740キロメートル (460 mi)、衛星が190キロメートル (120 mi)となる。衛星の軌道を決定するために、2018年5月から7月の間にフォローアップ観測が行われたが、それらの観測の結果は未だ公表されていない。軌道が判明すれば、2013 FY27と衛星の質量と密度を決定することが可能となる。